# أطر عمل كيدي
أطر عمل كيدي (بالإنجليزية: KDE Frameworks)‏ هي مجموعة من المكتبات البرمجية وأطر العمل متوفرة للبرمجيات التي تعمل بكيوت على أنظمة تشغيل متعددة. تحتوي على ميزات مطلوبة بشكل متكرر. المشروع من تطوير كيدي، ويتم إصداره تحت رخصة جنو العمومية الصغرى.

## نظرة عامة
أطر عمل كيدي مبنية على كيوت, مما يسمح باستخدام أوسع لكيو إم إل, وهي لغة تصريحية أبسط مبنية على جافا سكريبت, لتصميم واجهات المستخدم. محرك التصيير الذي تستخدمه كيو إم إل يسمح بتصميم واجهات أكثر انسيابية بين أجهزة مختلفة.
منذ انقسام تصريف برمجيات كيدي إلى أطر عمل كيدي وكيدي بلازما 5 وتطبيقات كيدي, يمكن للتطبيقات اختيار وتيرتها الخاصة للتطوير.

## وصلات خارجية
- الموقع الرسمي